# 绿颊锥尾鹦鹉
绿颊锥尾鹦鹉(學名： Pyrrhura molinae ) ，又名绿颊鹦哥、小太阳鹦鹉，是金刚鹦鹉科小锥尾鹦鹉属下的一种小型鹦鹉，分布于阿根廷、玻利维亚、巴西与巴拉圭。

## 描述
绿颊锥尾鹦鹉体长26 cm（10英寸），重 60 至 80 克。主体为绿色，有着棕色/黑色/灰色的头部，眼部周围有一圈白色。脸颊为绿色，翅膀上有着蓝色的初级飞羽，灰色的喙和一条长长的栗色尾巴。胸部有短横纹，腹部为红色。雄性与雌性的外观几乎相同。 雄性通常可能拥有灰色的脚，而雌性则为粉红色，但唯一真正可验证的方式来识别绿颊锥尾鹦鹉的性别是通过DNA 测试。

## 分类
绿颊锥尾鹦鹉共有六个亚种 ：
- 阿根廷锥尾鹦鹉（P. m. australis, Todd 1915）
- 黄翼锥尾鹦鹉（P. m. flavoptera, Maijer, Herzog, Kessler, Friggens & Fjeldsa 1998）
- 暗色锥尾鹦鹉（  P. m. hypoxantha,(Salvadori 1899)）
- 绿颊锥尾鹦鹉指名亚种（P. m. molinae, (Massena & Souance 1854)）
- 赤尾锥尾鹦鹉 （P. m. phoenicura, (Schlegel 1864)）
- 圣克鲁兹锥尾鹦鹉（ P. m. restricta, Todd 1947）

P. m. sordida 在自然界中以常见的绿色变体或稀有的黄色变体出现（但在人工饲养中更为常见）。 黄色变体也被称为黄边小太阳鹦鹉，曾经被错误地认为是一个单独的物种，即 P. hypoxantha 。 因为历史遗留缘故，有时P. m. sordida 也被称为P. hypoxantha 。
绿颊锥尾鹦鹉与栗腹长尾小鹦鹉（ P. frontalis ）相似， 因此某些学者们曾经认为它们属于同一个种。 它的外观也与Pyrrhura deüillei和Pyrrhura rupicola相似。 

## 分布和栖息地
绿颊锥尾鹦鹉生活在巴西马托格罗索州中西部和南部、玻利维亚北部和东部、阿根廷西北部和巴拉圭西部。它们的栖息地坐落于森林和林地，通常在树顶组成 10 到 20 隻的群体。在食物较多的地区，还能形成更大的群体。同时，它也是一种流行的宠物。 

## 饮食和行为

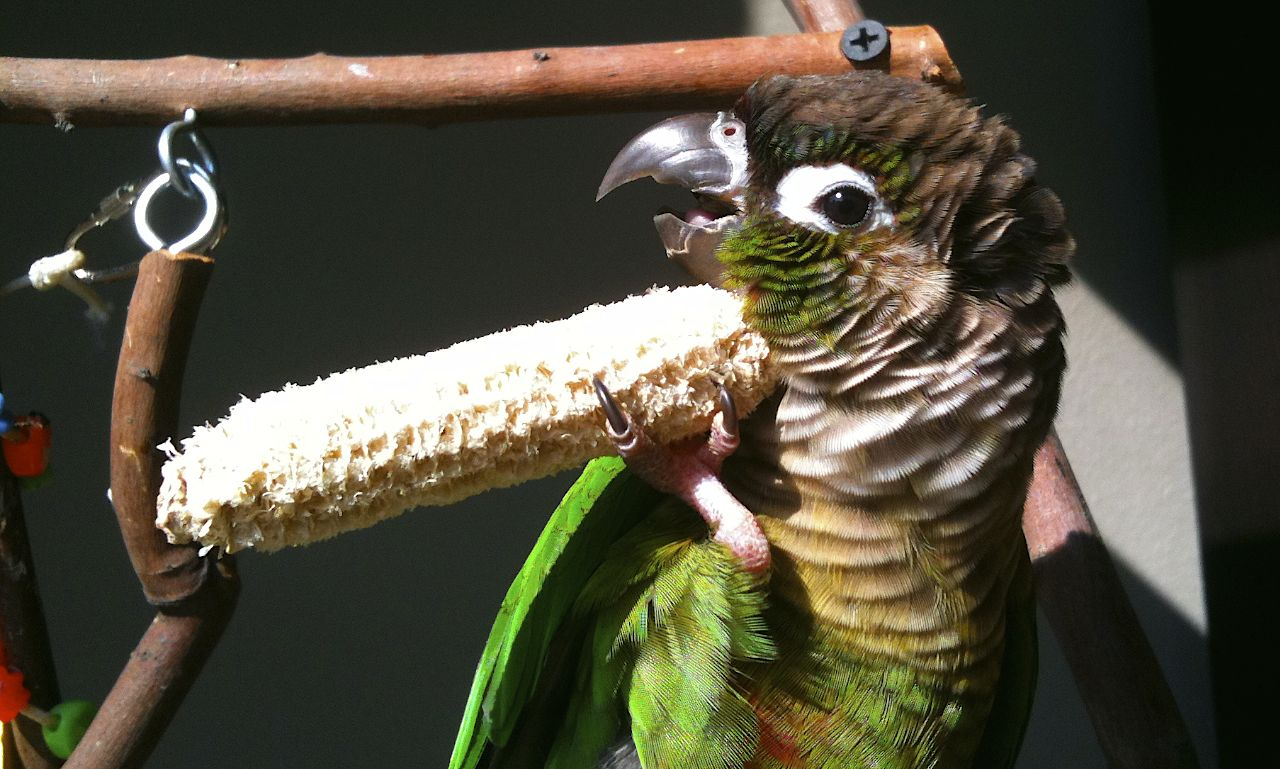
图中的绿颊锥尾鹦鹉正在使用玉米棒挠脖子，体现了其使用工具的能力。

绿颊锥尾鹦鹉吃各种种子、蔬菜和水果。平均一窝能够产 4-6 个卵。孵化时间从 22 到 25 天不等，平均为 25 天。他们是锥尾鹦鹉中最为安静的物种，经过训练后可以学习一些表演技巧和有限的词汇。

## 繁殖
绿颊锥尾鹦鹉在空心树上筑巢。产卵4-6个，孵化22-25天。 

## 与人类的关系
绿颊锥尾鹦鹉在观赏鸟类中很常见，是受欢迎的宠物。它们顽皮、关爱主人、并且很聪慧，被称为“小身体里有大个性”。它们可以学会说话，尽管词汇量有限且声音沙哑。 它们喜欢被轻轻握住，并且可以学习仰卧、“接吻”、摇晃、倒挂等技巧，甚至可以接受如厕训练。绿颊鹦鹉在大多数时候都不是很吵闹，所以即使住在公寓中也可以享受它们的陪伴。 它们很喜欢咬人（尤其是在幼年期），但主人可以用耐心和时间来矫正这种行为。

它们喜欢水果（尤其是香蕉和葡萄干）以及向日葵、红花和火麻籽等种子——所有这些都可以在自然环境中找到。绿颊鹦鹉也喜欢餐桌上的食物——它们是群居动物，喜欢和家人一起进食。它们可以吃土豆、胡萝卜、玉米、面包、意大利面和普通的爆米花。剪羽或关在笼子里的鸟可能会因食用过多脂肪含量高的种子（如葵花籽和花生）而变得肥胖。含钙的颗粒状饲料（俗称滋养丸）可提供适当的营养，应占其饮食的 60-70%。 理想的饮食是 70% 的饲料、20% 的水果和蔬菜以及 <10% 的零食。有肾脏有关的健康问题的鹦鹉不应给予高蛋白饮食，因为它可能导致痛风； 兽医规定的低蛋白饮食可用于有这种情况的鸟类。 

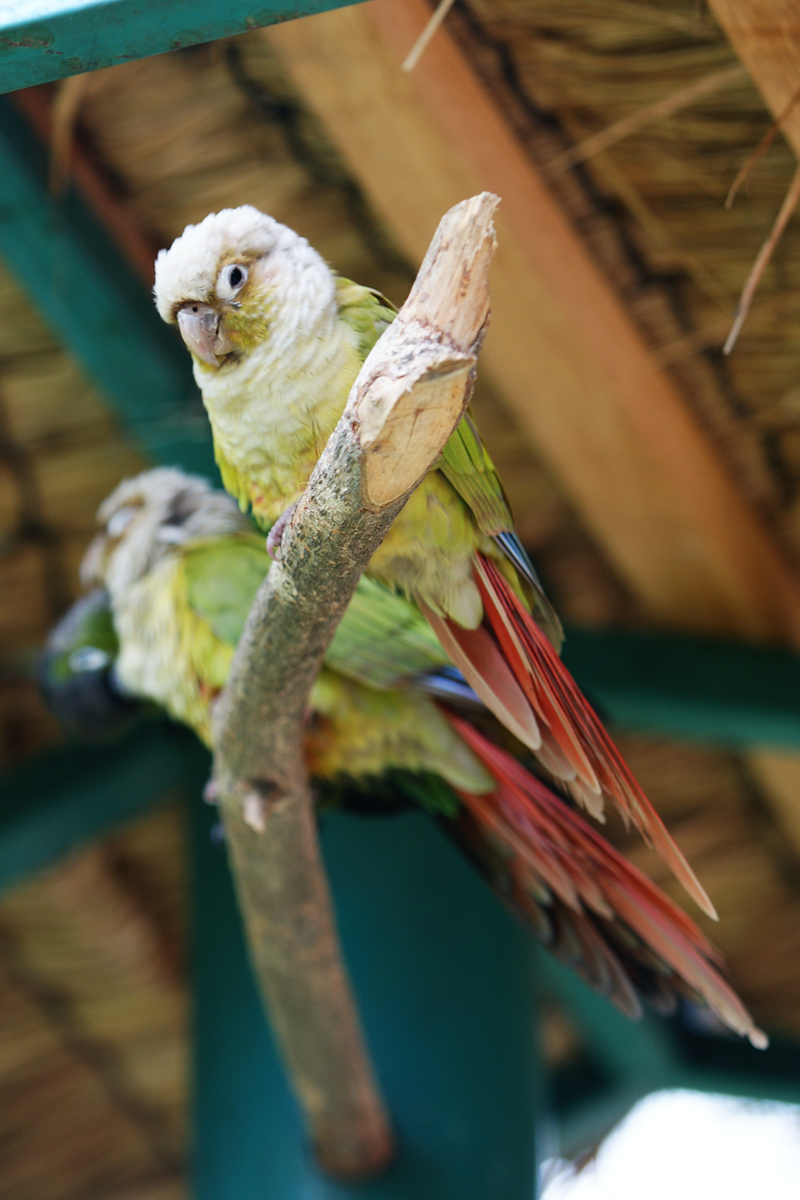
肉桂变种
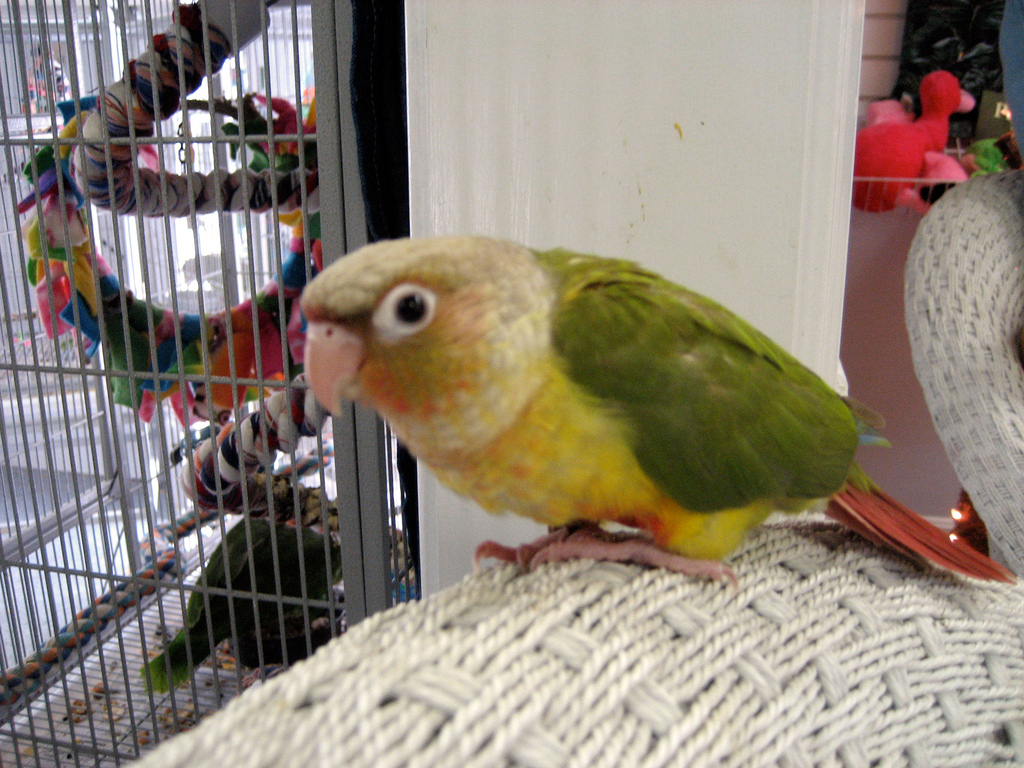
凤梨变种(雏鸟)
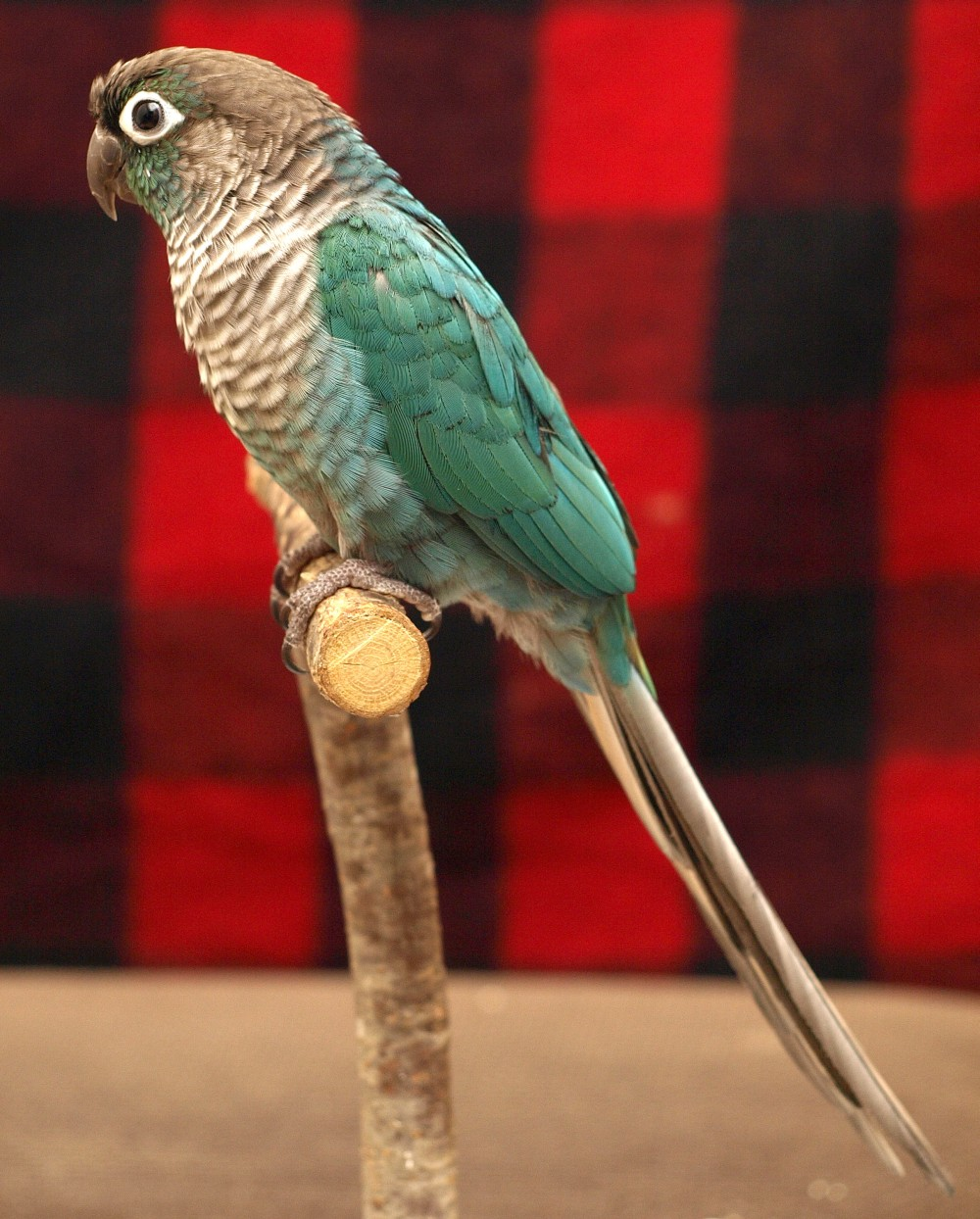
蓝化变种(剪羽成体)
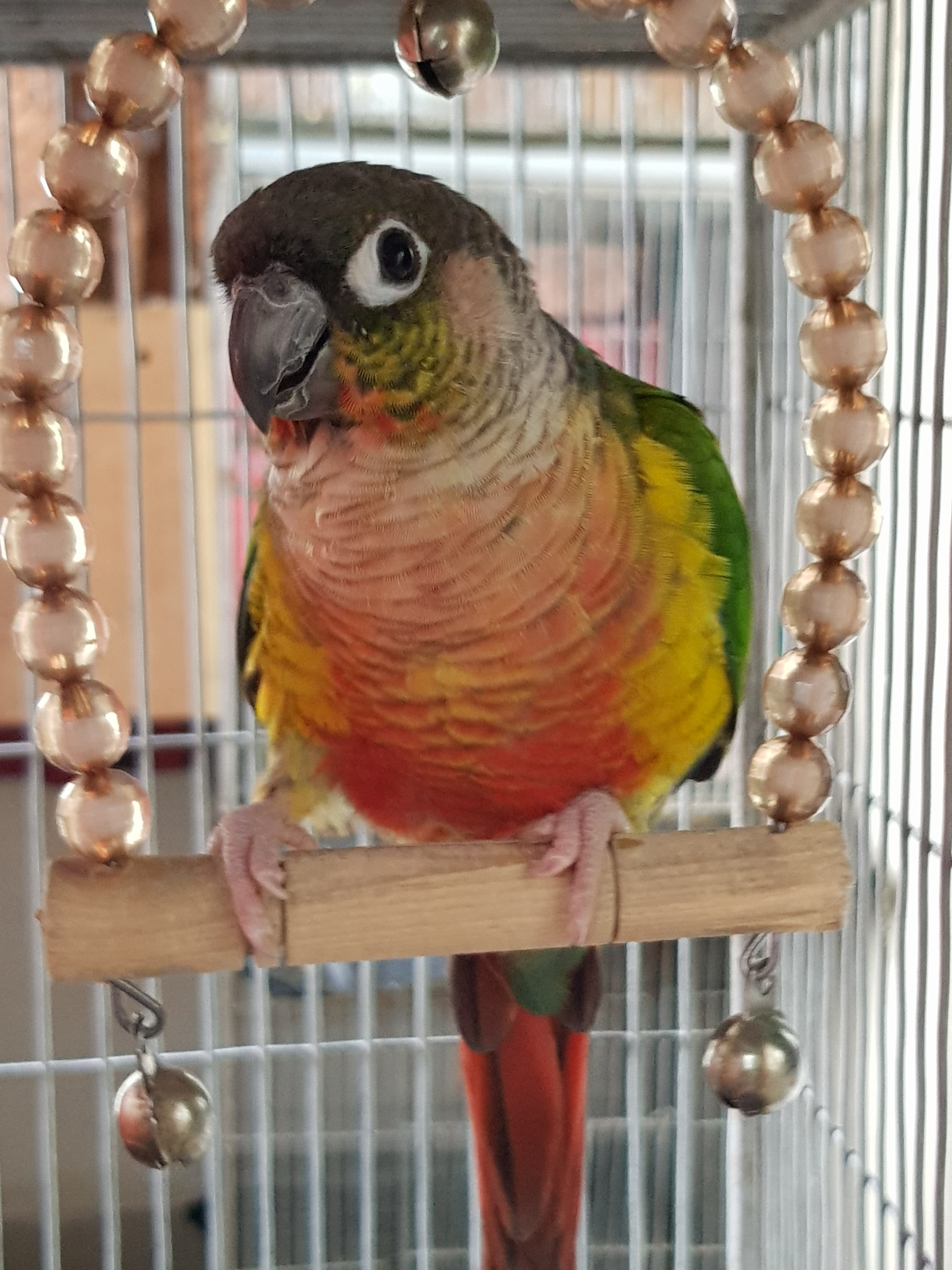
黄边变种

### 成为“濒危动物”的宠物鹦鹉
绿颊锥尾鹦鹉虽为无危动物，且被大量人工繁殖。但在中华人民共和国，绿颊锥尾鹦鹉由于被列入CITES附录Ⅱ，而成为“濒危野生动物”，一度禁止国民饲养，甚至闹出了大名鼎鼎的“深圳鹦鹉案”。2016年4月初，王鹏将自己孵化的两只小太阳鹦鹉以500人民币一只的价格出售给花鸟市场的老板。同年5月，深圳警方查获了王鹏饲养的35只小太阳鹦鹉（人工变异种），并因“出售珍贵、濒危野生动物制品罪”被拘留。经宝安区人民法院一审认定，判处王鹏有期徒刑五年，并罚款三千人民币。判决一经做出，便引发了社会上的广泛争议，其中有观点认为：鹦鹉为常见的观赏鸟宠物，且现有的法律规定僵化滞后，故而宝安区人民法院的量刑过于畸重。2017年11月6日，深圳市中级法院二审这一案件，并认为王鹏理应判处十年以上有期徒刑，只是由于王鹏的鹦鹉系人工饲养繁殖，故改判有期徒刑二年，罚款不变。2018年4月，最高人民法院复核并批准了深圳中级法院的判决。对此，一些中国大陆的法学教授（如袁彬）指出：此案的法官已经在自由裁量的范围内做出最轻的判决，充分兼顾了法律、常识与民情。而网上存在的大量非理性舆论虽不具备参考价值，却使这一案件引发社会关注，进而推动了普法宣传。
由于饲养小太阳鹦鹉等常见宠物鹦鹉的非法性质，大量鹦鹉养殖户陷入了严重的经济困境。那些没有野外生存经验的鹦鹉，不是被关进动物园，就是放飞到野外自生自灭。仅在中国最大的人工鹦鹉繁育基地--河南省商丘市，便有近千家鹦鹉养殖户。因此，商丘市政府积极调研这一问题，并向河南省林业局反应。而河南省林业局也关注到了这一困局，并向国家林业和草原局反应。2021年4月2日，《国家林业和草原局关于妥善解决人工繁育鹦鹉有关问题的函》发布，该函规定：“　对我国没有野外自然分布、人工繁育的费氏牡丹鹦鹉、紫腹吸蜜鹦鹉、绿颊锥尾鹦鹉、和尚鹦鹉开展专用标识管理试点。在养殖户自愿前提下，可对确属人工繁育的、来源合法的上述鹦鹉，加载专用标识，凭标识销售、运输。对不按国家重点保护野生动物管理的鹦鹉是否进行标识管理试点，由你省自行确定。依法加载专用标识的鹦鹉作为宠物的，按利用行为加强监督管理。”，部分合法化了小太阳鹦鹉的宠物地位。
截止目前，在中国大陆，有“中国野生动物经营利用管理专用标识”的小太阳鹦鹉可以作为宠物合法饲养。然而，林业部门仍旧坚持打击非法繁育小太阳鹦鹉的个人或商家：2022年，因非法繁育小太阳鹦鹉，厦门市的一位宠物店主被迫罚款六千元。同年，一胡姓男子靠购买宠物盲盒获得小太阳鹦鹉，结果被深圳龙岗法院判处有期徒刑七个月（缓刑一年），罚款5000元人民币。此外，在2025年的山西太原，逃逸的小太阳鹦鹉还被当地派出所当做“国家二级保护动物”，送往动物园居住。

## 引用文献
- Forshaw, Joseph M. . Illustrated by Frank Knight. Princeton University Press. 2006. ISBN 978-0-691-09251-5.
- Per CITES Reference and IATA LAR 43rd Edition, these birds are classified to fall under CITES Protected species under categories I and II in the CITES index